# إمبراطورية هايتي الثانية
الإمبراطورية الهايتية الثانية، والمعروفة رسميًا باسم إمبراطورية هايتي ( بالفرنسية: Empire d'Haïti؛ الكريولية الهايتية: Anpi an Ayiti)، كانت دولة قائمة في الفترة من 1849 إلى 1859. تأسست الدولة من قبل الرئيس آنذاك، اللفتنانت جنرال والقائد الأعلى للحرس الرئاسي في عهد، فوستين سولوك، الذي أعلن نفسه، مستوحيًا من نابليون الأول، إمبراطورًا باسم فوستين الأول في 26 أغسطس 1849 في كاتدرائية سيدة العذراء في بورت أو برانس. لقد قوضت الغزوات الفاشلة غير الناجحة (جزئيًا بسبب التدخل الدبلوماسي للولايات المتحدة وإسبانيا) في محاولته لاستعادة جمهورية الدومينيكان (في 1849 و1850 و1855 و1856)، التي انفصلت عن هايتي في عام 1844، سيطرته على أنحاء البلاد.
في عام 1858، بدأت ثورة بقيادة الجنرال فابر جيفارد، دوق تابارا. وفي ديسمبر من ذلك العام، هزم جيفارد الجيش الإمبراطوري وسيطر على معظم أنحاء البلاد. نتيجة لذلك، تنازل الإمبراطور عن عرشه في 15 يناير 1859. لقد رفض الإمبراطور المساعدات من قبل المفوضية الفرنسية، ثم نُقل إلى المنفى على متن سفينة حربية بريطانية في 22 يناير 1859 وقد خلفه الجنرال جيفارد كرئيس. بعد ذلك بوقت قصير، وصل الإمبراطور وعائلته إلى كينغستون في جامايكا حيث ظلوا لعدة سنوات. توفي فوستين، الذي سُمح له بالعودة إلى هايتي، في بيتيت غواف في 6 أغسطس 1867 ودُفن في فورت سولوك.